# Epipristis transiens
Epipristis transiens är en fjärilsart som beskrevs av Sterneck 1927. Epipristis transiens ingår i släktet Epipristis och familjen mätare. Inga underarter finns listade i Catalogue of Life.